# فروردین ۱۳۹۰
فروردین ۱۳۹۰ اولین ماه سال ۱۳۹۰ خورشیدی است.
آغاز آن دوشنبه: ‎۱ فروردین ۱۳۹۰ (۲۱ مارس ۲۰۱۱) میلادی

مطابق با ۱۵ ربیع‌الثانی ۱۴۳۲ قمری قرارادی می‌باشد.

## ۱ فروردین ۱۳۹۰
- پیام نوروزی اوباما: «اقدامات دولت ایران نشانه ترس است»

باراک اوباما، رئیس‌جمهور ایالات متحده آمریکا در پیام نوروزی خود خطاب به «مردم ایران»، بار دیگر از حقوق و ارزش‌های پایه‌ای آنان پشتیبانی کرد. رئیس‌جمهور آمریکا، آزادی تجمعات صلح‌آمیز، تشکیل انجمن‌ها و سندیکاهای کارگری، ابراز عقیده و افکار را ارزش‌های جهان‌شمول خواند. رئیس‌جمهور آمریکا حکومت جمهوری اسلامی ایران را متهم کرد که «علاوه بر بازداشت‌ها و شکنجه‌ها تا آن‌جا از مردم خود وحشت دارد که به آن‌ها حتی اجازۀ دسترسی به اطلاعات یا برقراری ارتباط با یکدیگر را نیز نمی‌دهد». دویچه‌وله فارسی، بی‌بی‌سی فارسی، رادیو فردا، رادیو زمانه
- مقر معمر قذافی مورد حمله موشکی قرار گرفت

نیروهای ائتلاف می‌گویند حمله موشکی به مقر معمر قذافی، رهبر لیبی در طرابلس، باعث تخریب ساختمان مرکز فرماندهی کنترل حکومت سرهنگ قذافی شده‌است. این عملیات در حالی انجام می‌شود که ائتلافی از کشورهای آمریکا، بریتانیا و فرانسه به حملات هوایی خود برای اجرای  قطعنامه ۱۹۷۳ شورای امنیت بر فراز لیبی ادامه می‌دهند. بی‌بی‌سی فارسی، یورونیوز فارسی
- حمایت گسترده مردم مصر از اصلاح قانون اساسی

به گفته مقام‌های رسمی مصر، ۷۷ درصد از رای‌دهندگان مصری از اصلاحات در قانون اساسی بطور قاطع حمایت کرده‌اند. مهم‌ترین این تغییرات عبارتند از: «کاهش دوره ریاست‌جمهوری از شش سال به چهار سال و محدود کردن آن به دو دوره»، «ملزم کردن رئیس‌جمهور به انتخاب یک معاون طی ۳۰ روز پس از انتخابات» و «اعمال شرایط جدید برای نامزدهای ریاست‌جمهوری از جمله این‌که حداقل سن آنها باید ۴۰ سال باشد و همسر غیرمصری نداشته باشند». 
دو گروه سیاسی اصلی مصر، حزب دمکراتیک ملی وابسته به حسنی مبارک و اخوان‌المسلمین از این اصلاحات حمایت کرده‌اند. بی‌بی‌سی فارسی
- ادامه تنش میان ایران و بحرین با اخراج دیپلمات‌ها

## ۲ فروردین ۱۳۹۰
- نیروهای ائتلاف: «آسمان لیبی از بن‌غازی تا طرابلس در کنترل ما است»

ائتلاف کشورهای غربی می‌گوید توانسته‌است با گسترش «منطقه پرواز ممنوع» بر آسمان بن‌غازی تا طرابلس مسلط شود. در همین زمینه، باراک اوباما، رئیس‌جمهوری ایالات متحده آمریکا، گفته‌است که برکناری سرهنگ معمر قذافی از قدرت هم‌چنان بخشی از سیاست خارجی آمریکا است. یورونیوز فارسی، بی‌بی‌سی فارسی
- توقف کار امدادگران در نیروگاه هسته‌ای فوکوشیما دائیچی

نگرانی درباره وضعیت نیروگاه هسته‌ای فوکوشیما دائیچی هم‌چنان ادامه دارد. به‌رغم کاهش حرارت در اغلب رآکتورها، برخاستن دود از رآکتور شماره ۳ سبب توقف کار امدادگران شده‌است. آمار رسمی قربانیان زمین‌لرزه و سونامی توهوکو، تاکنون ۸۴۰۰ نفر اعلام شده‌است. دویچه‌وله فارسی
- محکومیت رئیس‌جمهور پیشین اسرائیل به حبس

## ۳ فروردین ۱۳۹۰
- وصل تمامی ۶ رآکتور نیروگاه اتمی فوکوشیما به جریان برق

با تلاش تکنسین‌ها و مهندسین نیروگاه هسته‌ای فوکوشیما دائیچی، تمامی ۶ رآكتور این نیروگاه به برق متصل شدند. اما سیستم‌‌های خنک‌‌کننده این نیروگاه هنوز فعال نشده‌اند. برای خنک‌کردن رآکتورها یک پمپ آلمانی مخصوص بتن مایع و بزرگ‌ترین ماشین آتش‌نشانی چین هم به نیروگاه فوکوشیما رسیدند. دویچه‌وله فارسی
- قذافی: «پدافند هوایی من مردم لیبی‌اند»

معمر قذافی، با حضور در خرابه‌های ساختمانی که روز یک‌شنبه در حمله هوایی نیروهای ائتلاف نابود شد، گفت: «مردم قوی‌ترین دفاع ضدهوایی‌اند. مردم این‌جا هستند. قذافی در بین مردم است. این پدافند هوایی است». این در حالی‌ست که هیلاری کلینتون، وزیر امور خارجه آمریکا می‌گوید که سرهنگ قذافی گزینه‌های مختلف از جمله کناره‌گیری از قدرت و ترک لیبی را در نظر دارد. بی‌بی‌سی فارسی
- حمله مرگ‌بار نیروهای امنیتی سوریه به معترضان

صدها نفر از معترضان سوری، با وجود حضور گسترده نیروهای امنیتی سوریه، در شهر درعا دست به تظاهرات ضددولتی زدند و در داخل و محوطه بیرونی مسجد عمری تجمع کردند. خبرگزاری‌ها گزارش می‌دهند که معترضان هدف گلوله‌های جنگی و گاز اشک‌آور نیروهای دولتی قرار گرفتند. بی‌بی‌سی فارسی، رادیو فردا

## ۴ فروردین ۱۳۹۰
- سازمان ملل به تعیین گزارش‌گر ویژه حقوق بشر برای ایران رأی داد

شرکت‌کنندگان در نشست شورای حقوق بشر سازمان ملل متحد در ژنو، با صدور قطعنامه‌ای به تعیین گزارش‌گر ویژه‌ای برای بررسی وضعیت حقوق بشر در ایران رأی دادند. این قطعنامه با ۲۲ رای موافق در مقابل هفت رای مخالف و ۱۴ رأی ممتنع به تصویب رسید. این نخستین‌بار است که شورای حقوق بشر سازمان ملل متحد، که در سال ۲۰۰۶ میلادی تأسیس شد، برای کشوری «گزارش‌گر ویژه» تعیین می‌کند. بی‌بی‌سی فارسی، دویچه‌وله فارسی، رادیو فردا
- بریتانیا: «تهدیدی به‌نام نیروی هوایی لیبی دیگر وجود ندارد»

مارشال گرگ بگول، فرمانده عملیات نیروی هوایی بریتانیا در لیبی می‌گوید «نیروی هوایی سرهنگ معمر قذافی به‌عنوان یک نیروی جنگی دیگر وجود ندارد و سیستم دفاع هوایی این کشور نیز بطور جدی تضعیف شده‌است». وی هم‌چنین گفت که نیروی هوایی لیبی دیگر تهدیدی متوجه غیرنظامیان یا هواپیماهای جنگی هفت کشوری که هم‌اکنون بر «منطقه پرواز ممنوع» نظارت دارند، نمی‌کند و این موضوع سبب شده که «جنگنده‌های ائتلاف تا هر اندازه که بخواهند، بتوانند در عمق خاک لیبی پرواز کنند». بی‌بی‌سی فارسی، دویچه‌وله فارسی
- تلاش هکرهای مستقر در ایران برای نفوذ در «یاهو، جی‌میل و اسکایپ»

شرکت کمودو که در زمینه امنیت اینترنت فعالیت می‌کند، از دستیابی هکرهای مستقر در ایران به «گواهی دیجیتال» خدمات پست الکترونیکی شرکت‌های یاهو و گوگل و دیگر نرم‌افزارهای ارتباطی مانند اسکایپ خبر داده‌است. این شرکت با اشاره به شواهدی از جمله آدرس اینترنتی رخنه‌گرها و نوع تمرکز حملات آن‌ها، احتمال می‌دهد که این حملات از سوی دولت ایران و برای به دست‌آوردن نام کاربری و کلمه عبور ای‌میل شهروندان این کشور انجام شده‌باشد. حمله مورد اشاره به سرورهای شرکت کمودو، در ۱۵ مارس ۲۰۱۱ میلادی انجام شده و این شرکت پس از کشف این موضوع، گواهی‌های دیجیتالی جعل شده را باطل کرده‌است. بی‌بی‌سی فارسی، رادیو فردا
- الیزابت تیلور درگذشت

## ۵ فروردین ۱۳۹۰
- «نیاز به بازنویسی تاریخ سکونت انسان در آمریکا» در پی کشفیات تازه

باستان‌شناسان هزاران قطعه ابزار سنگی یافته‌اند که تاریخ آن به قبل از ساخت ابزارهایی بر می‌گردد که عموما تصور می‌شد، اولین ساکنان این قاره با خود آورده باشند. این اکتشافات در تگزاس شواهد قانع کننده‌ای علیه این نظریه فراهم می‌آورد که فرهنگ موسوم به «کلوویس» (Clovis) حاصل مهاجرت اولین انسان‌ها به قاره آمریکا بوده‌است. جزئیات این یافته‌های ۱۵٬۵۰۰ ساله در نشریه ساینس گزارش شده‌است. بی‌بی‌سی فارسی
- ناتو منع پرواز بر فراز لیبی را اعمال می‌کند

آندرس فوگ راسموسن، دبیرکل سازمان پیمان آتلانتیک شمالی اعلام کرده‌است که ناتو به زودی فرماندهی عملیات اعمال منطقه ممنوعه پروازی بر فراز لیبی را به دست خواهد گرفت، اما حملات ائتلاف بین‌المللی به نیروهای معمر قذافی نیز بطور جداگانه ادامه خواهد یافت. او ضمن اعلام توافق حاصله بین ۲۸ کشور عضو ناتو، تاکید کرد که در مقطع فعلی حملات نیروهای ائتلاف بین‌المللی علیه مواضع ارتش لیبی و اهداف نظامی دیگر ادامه خواهد یافت. بی‌بی‌سی فارسی، رادیو فردا، دویچه‌وله فارسی
- هزاران معترض در سراسر سوریه تظاهرات کردند

هزاران معترض در شهرهای بزرگ و کوچک سوریه بر علیه دولت آن کشور راه‌پیمایی کرده و خواستار آزادی بیشتر در این کشور شده‌اند. گفته می‌شود که در شهر درعا، در جنوب سوریه، جایی که دست کم سی نفر در یک هفته اعتراضات کشته شده‌اند، سربازان به سوی تظاهرکنندگان تیراندازی کرده‌اند. این در حالی‌ست که نیروهای امنیتی تظاهرات در دمشق را نیز در هم شکسته‌اند. بی‌بی‌سی فارسی، رادیو فردا
- ملکه دانمارک، افغانستان را ترک کرد

## ۶ فروردین ۱۳۹۰
- دولت کانادا سقوط کرد

در پی رای عدم اعتماد احزاب مخالف در کانادا، دولت استیون هارپر، نخست‌وزیر کانادا، سقوط کرده‌است. حزب لیبرال با حمایت دیگر احزاب مخالف، «دولت اقلیت» محافظه‌کار را به اتهام عدم شفافیت در برخی هزینه‌های دولت استیضاح کرده‌است. قرار است انتخابات پارلمانی کانادا در اوایل ماه مه برگزار شود تا بر اساس نتیجه آن دولت جدیدی انتخاب شود. بی‌بی‌سی فارسی، رادیو فردا
- تظاهرات گسترده در لندن در اعتراض به کاهش بودجه عمومی

ده‌ها هزار نفر در مرکز لندن در اعتراض به سیاست‌های ریاضتی و برنامه‌های کاهش بودجه عمومی دولت بریتانیا دست به تظاهرات خیابانی زده‌اند. اعتراض امروز را اتحادیه‌های کارگری سازمان داده‌بودند. حزب کارگر نیز که حزب مخالف دولت است، از این تظاهرات حمایت کرده‌است و اد میلیبند، رهبر این حزب، برای متعرضان سخنرانی کرد. بی‌بی‌سی فارسی
- تظاهرات مردم آلمان علیه استفاده از انرژی هسته‌ای

به دعوت سازمان‌های مدافع محیط زیست، احزاب اپوزیسیون سبزها و سوسیال دمکرات‌ها، سندیکاها و تشکیلات کلیسا، صد‌ها هزار نفر از مردم آلمان در چهار شهر برلین، هامبورگ، مونیخ و کُلن در اعتراض به استفاده از انرژی هسته‌ای به خیابان‌ها رفتند. «هشدار فوکوشیما: همه نیروگاه‌های هسته‌ای خاموش شوند»، شعار اصلی مخالفان استفاده از انرژی هسته‌ای در این روز بود. دویچه‌وله فارسی
- «تظاهرات میلیونی» در یمن

## ۷ فروردین ۱۳۹۰
- انهدام پنج هواپیما و دو بالگرد ارتش لیبی توسط جنگنده‌های فرانسوی

در حمله جنگنده‌های نیروی هوایی ارتش فرانسه به یک پایگاه هوایی در شمال غربی لیبی، پنج جنگنده و دو بالگرد ارتش لیبی منهدم شدند. یک سخنگوی ارتش فرانسه گفته‌است که این هواپیماها زمانی که آماده حمله به نیروهای مخالف معمر قذافی بودند، در پایگاه مصراته هدف حمله قرار گرفتند. بی‌بی‌سی فارسی
- عقب‌نشینی بشار اسد و ادامه اعتراضات در سوریه

## ۸ فروردین ۱۳۹۰
- ناتو فرماندهی عملیات علیه حکومت لیبی را برعهده می‌گیرد

آندرس فوگ راسموسن، دبیرکل سازمان پیمان آتلانتیک شمالی (ناتو) گفت که این سازمان، فرماندهی عملیات نظامی علیه حکومت لیبی را برعهده گرفته‌است. وی گفت که ناتو مسئولیت اجرای «همه ابعاد» قطعنامه شورای امنیت سازمان ملل متحد بر علیه حکومت لیبی را به منظور حمایت و حفاظت از مردم و مناطق غیر نظامی آن کشور، برعهده گرفته‌است. در همین حال، یک فرمانده مخالفان به بی‌بی‌سی گفته‌است که بندر نفتی راس لانوف، اکنون در کنترل کامل مخالفان قرار دارد و نیروهای شورشی‌ها، اکنون در حال جستجوی شهر برای یافتن نیروهای وفادار به معمر قذافی هستند. بی‌بی‌سی فارسی، رادیو فردا
- اسرائیل خواستار توضیح آرژانتین درباره پیگیری انفجارهای بوئنوس آیرس شد

اسرائیل خواستار توضیح آرژانتین درباره گزارش‌هایی شده‌است که بر اساس آن بوئنوس آیرس به تهران پیشنهاد کرده که پیگیری پرونده انفجارهای دهه ۹۰ را در قبال بهبود روابط تجاری متوقف خواهد کرد. کشورهای آرژانتین، اسرائیل و ایالات متحده آمریکا، حکومت جمهوری اسلامی ایران را، مسئول بمب‌گذاری در سفارت اسرائیل در بوئنوس آیرس و مرکز همیاری یهودیان در بوئنوس آیرس می‌دانند. دولت ایران هر گونه دخالت در این انفجارها را که منجر به کشته شدن ۱۱۴ یهودی شد، رد کرده‌است. بی‌بی‌سی فارسی
- یک زن لیبیایی؛ مدعی‌ شکنجه و تجاوز گروهی، توسط مأموران معمر قذافی شد

## ۹ فروردین ۱۳۹۰
- دولت سوریه استعفا کرد

بشار اسد، رئیس‌جمهور سوریه با پذیرش استعفای تمامی اعضای دولت آن کشور، محمود ناجی عطری را به عنوان نخست‌وزیر موقت این کشور منصوب کرده‌است. گزارش‌ها حاکی است که بشار اسد در واکنش به نا‌آرامی‌ها و اعتراضات اخیر در آن کشور که موجب کشته‌شدن ده‌ها نفر شده‌است، یک رشته برنامه‌های اصلاحی را اعلام خواهد کرد. گفته‌می‌شود که این اصلاحات شامل لغو وضعیت فوق‌العاده است که نزدیک به پنجاه سال از به اجرا گذاشته‌شدن آن می‌گذرد. قانون وضعیت فوق‌العاده به مدت پنج دهه هرگونه حقوق شهروندی را از مردم سوریه سلب کرده‌است. لغو این قانون از مدت‌ها پیش خواست نیروهای اپوزیسیون بوده‌است. بی‌بی‌سی فارسی، دویچه‌وله فارسی، رادیو بین‌المللی فرانسه
- ذوب‌شدن سوخت هسته‌ای در فوکوشیما

دولت ژاپن، سرانجام امروز دوشنبه اعتراف کرد که «احتمال دارد بخشی از سوخت هسته‌ای موجود در نیروگاه هسته‌ای فوکوشیما دائیچی ذوب‌شده باشد». کارشناسان اتمی از دو هفته پیش، بارها در مورد احتمال «ذوب‌شدن سوخت هسته‌ای» هشدار داده بودند. در همین ارتباط، سازمان انرژی اتمی ژاپن، اعلام کرد که برای اولین‌بار آب آلوده به میزان بالای مواد رادیواکتیو، در نزدیکی یکی از ساختمان‌های نیروگاه فوکوشیما در شمال غربی این کشور، کشف شده‌است. دویچه‌وله فارسی، بی‌بی‌سی فارسی
- اوباما از دخالت نظامی در لیبی قویا دفاع کرد

باراک اوباما، رئیس‌جمهور ایالات متحده آمریکا در سخنرانی‌ مهمی در دانشگاه دفاع ملی در واشینگتن دی.سی. از دخالت نظامی ارتش آمریکا در لیبی قویا دفاع کرده و گفته‌است که اگر از قتل‌عام غیرنظامیان توسط معمر قذافی جلوگیری نمی‌شد، لکه ننگی بر وجدان جهانی می‌نشست. رئیس‌جمهور آمریکا به مردم آن کشور اطمینان داد که این عملیات محدود خواهد بود. وی در بخشی از سخنانش تصریح کرد: «هیچ شکی وجود ندارد که لیبی و جهان بدون معمر قذافی جای بهتری خواهد بود». بی‌بی‌سی فارسی، دویچه‌وله فارسی
- مجلس نمایندگان افغانستان طرح بودجه سال ۱۳۹۰ را رد کرد

مجلس نمایندگان افغانستان بودجه سال ۱۳۹۰ را با اکثریت آرا به دلیل «متوازن نبودن» آن، رد کرده‌است. طرح بودجه سال ۱۳۹۰ در ۲۱ حوت/اسفند سال گذشته را عمر زاخیلوال، وزیر مالیه افغانستان به مجلس آن کشور ارائه کرده‌بود، اما مجلس روز دوشنبه، ۸ حمل/فروردین آن را رد کرد. این نخستین‌بار در تاریخ افغانستان است که طرح بودجه ارائه شده از سوی دولت این کشور به دلیل «نامتوازن بودن» آن از سوی مجلس نمایندگان رد می‌شود. بی‌بی‌سی فارسی
- محمد ورشوچی، بازیگر سینما و تئاتر ایران درگذشت

## ۱۰ فروردین ۱۳۹۰
- شرکت نفت بلاروس به دلیل همکاری با ایران توسط آمریکا تحریم شد

دولت ایالات متحده آمریکا شرکت بلاروس نفت را به دلیل نقض تحریم‌هایی که علیه ایران وضع شده، تحریم کرد. این شرکت در سال ۲۰۰۷ میلادی، قراردادی را به ارزش ۵۰۰ میلیون دلار با شرکت نقت‌ایران، متعلق به شرکت ملی نفت ایران، برای توسعه میدان نفتی جفیر را به امضا رسانده بود. مطابق با قوانین ایالات متحده آمریکا، دولت آمریکا مجاز است هر شرکت خارجی را که ارزش سرمایه‌گذاری‌اش با ایران بیش از ۲۰ میلیون دلار در سال باشد را مورد تحریم اقتصادی قرار دهد و فعالیت آن شرکت در بازار آمریکا را ممنوع کند. دویچه‌وله فارسی، بی‌بی‌سی فارسی، رادیو فردا
- معمر قذافی: «لیبی شاهد هیچ‌گونه اعتراضی نبوده است»

معمر قذافی، رهبر لیبی در تازه‌ترین سخنان خود گفت: «برای اطلاع همگان می‌گویم که از ابتدا تاکنون لیبی نه شاهد تظاهرات بوده و نه مانند تونس و مصر اعتراضی صورت گرفته و نه این‌که حتی یک گلوله به سمت تظاهرکنندگان شلیک شده‌است، چرا که اصلا تظاهراتی وجود نداشته‌است». در همین حال، باراک اوباما، رئیس‌جمهور ایالات متحده آمریکا در گفتگو با شبکه ان‌بی‌سی اعلام کرد که «دادن سلاح به اپوزیسیون لیبی دور از انتظار نیست». دویچه‌وله فارسی، یورونیوز فارسی
- دادگاهی در آمریکا علیه فروش اشیاء باستانی ایران رای داد

قاضی شعبه هفت دادگاه تجدید نظر در ایالت ایلی‌نوی آمریکا، با لغو حکم یک دادگاه بدوی، رای داد که «ضبط و فروش آثار باستانی ایران موجود در مؤسسه خاورشناسی دانشگاه شیکاگو، به منظور پرداخت غرامت به قربانیان آمریکایی یک حمله انتحاری در اسرائیل مجاز نیست». در سال ۲۰۰۳ میلادی، دادگاهی در آمریکا براساس شکایت خانواده قربانیان آمریکایی یک حمله تروریستی در اسرائیل، دولت ایران را به پرداخت بیش از پنج میلیون دلار غرامت محکوم کرده‌بود. مبنای شکایت این افراد، سه مورد بمب‌گذاری انتحاری توسط گروه حماس در یک مرکز خرید در شهر اورشلیم بود که در سپتامبر سال ۱۹۹۷ میلادی، روی داد و در جریان آن، پنج نفر کشته و دویست نفر زخمی شدند. بی‌بی‌سی فارسی
- نیروهای معمر قذافی مخالفان را ده‌ها کیلومتر عقب راندند

نیروهای وفادار به معمر قذافی بر شدت حملات خود به مخالفان مسلح دولت افزوده و آن‌ها را وادار به ده‌ها کیلومتر عقب‌نشینی از مناطقی کرده‌اند که طی چند روز گذشته تصرف کرده‌بودند. مخالفان سرهنگ قذافی شهر بن جواد را از دست داده و بیشتر آن‌ها حتی از شهر راس‌لانوف نیز عقب‌تر رفته‌اند. مصراته نیز مورد حملات سنگین نیروهای دولتی قرار گرفته‌است. بی‌بی‌سی فارسی
- قطر مخالفان حکومت لیبی را به رسمیت شناخت

## ۱۱ فروردین ۱۳۹۰
- آینده مبهم لیبی پس از قذافی

از ساعت ۸ بامداد امروز (پنجشنبه ۳۱ مارس، ۱۱ فروردین) ناتو به‌طور رسمی فرماندهی عملیات نیروهای ائتلاف را در لیبی به عهده گرفت، بندر نفتی بریقه در ۶۰ کیلومتری راس‌لانوف صحنه نبردهای شدید میان ارتش لیبی و شبهه‌نظامیان مخالف سرهنگ قذافی است. «مخالفان نقشه واحدی برای آینده لیبی ندارند و تنها نفرت از قذافی آن‌ها را متحد کرده‌است». دویچه‌وله فارسی
- «حقوق بشر ایران در بدترین وضعیت طی ده سال گذشته»

ویلیام هیگ، وزیر امور خارجه بریتانیا در یک کنفرانس خبری به تشریح وضعیت حقوق بشر در کشورهای مختلف دنیا پرداخت و از گزارش سالیانه حقوق بشر وزارت امور خارجه بریتانیا در سال ۲۰۱۱ که در قالب یک کتاب منتشر شده رونمایی کرد. در این کتاب به وضعیت حقوق بشر در ۲۶ کشور جهان اشاره شده که از آن میان ۱۴ کشور در آسیا قرار دارند. ویلیام هیگ در مورد وضعیت حقوق بشر در جمهوری اسلامی ایران گفت: «که امسال وضعیت حقوق بشر ایران در وخیم‌ترین شرایط در یک دهه اخیر قرار دهد. امروز سرانه آمار اعدام در ایران نسبت به هر کشور دیگری در جهان بالاتر است». وی افزود: «که طی سال گذشته امکان برقراری ارتباط با گروه‌های حقوق بشری در ایران برای سفارت بریتانیا در تهران، به مراتب دشوارتر از گذشته بوده‌است». بی‌بی‌سی فارسی
- استعفای وزیر امور خارجه لیبی در لندن

به گزارش وزارت امور خارجه بریتانیا ، موسی کوسا وزیر امور خارجه لیبی، از تونس وارد شهر لندن در پادشاهی متحده شده و به مقام‌های بریتانیایی گفته‌است که «از مقامش استعفا داده‌است». وی در گذشته، رئیس سازمان اطلاعات و امنیت لیبی بوده‌است و از افراد مورد اعتماد معمر قذافی محسوب می‌شده‌ است. هم‌زمان بعضی گزارش‌ها حاکی‌ست که نیروهای ویژه‌ای از آژانس اطلاعات مرکزی آمریکا و سازمان اطلاعات و امنیت خارجی بریتانیا، در حمایت از شورشیان وارد عمل شده‌اند. بی‌بی‌سی فارسی، دویچه‌وله فارسی، یورونیوز فارسی، رادیو فردا
- «کویت سفیر خود را از ایران فراخواند»

روزنامه الوطن به نقل از شیخ محمد الصباح، وزیر خارجه کویت گزارش کرده که این کشور، یک‌روز پس از صدور حکم اعدام برای دو ایرانی و یک کویتی متهم به جاسوسی برای سپاه پاسداران انقلاب اسلامی ایران در کویت، سفیر خود در تهران را از ایران فراخوانده‌است. بی‌بی‌سی فارسی، دویچه‌وله فارسی، رادیو فردا
- رهبر شیعیان بحرینی خواستار عدم دخالت ایران و عربستان سعودی در امور داخلی بحرین شد

## ۱۲ فروردین ۱۳۹۰
- هفت کارمند خارجی سازمان ملل در شمال افغانستان کشته شدند

در حمله گروهی از تظاهرکنندگان به دفتر نمایندگی سازمان ملل متحد در شهر مزار شریف در شمال افغانستان، دست‌کم هفت کارمند دفتر نمایندگی سازمان ملل متحد در آن شهر کشته شده‌اند. این تظاهرات به منظور اعتراض به «آتش‌زدن قرآن» توسط یک کشیش آمریکایی به نام تری جونز برگزار شده‌بود، اما مقام‌های محلی می‌گویند که «گروهی فرصت‌طلب» این تظاهرات را به خشونت کشیدند. بی‌بی‌سی فارسی
- ترکیه توقیف محموله تسلیحاتی ایران را به شورای امنیت گزارش کرد

مقامات ترکیه در گزارشی به اعضای «هیات نظارت بر اجرای تحریم‌های شورای امنیت علیه ایران»، که بر اجرای تحریم‌های سازمان ملل متحد علیه دولت ایران نظارت دارد، گفته‌اند که یک محموله غیر قانونی سلاح را از یک هواپیمای باربری ایرانی به مقصد سوریه، توقیف کرده‌اند. ترکیه اعلام کرده که بر این باور است که ایران قصد داشته با نقض تحریم‌ها، اقدام به صادرات سلاح کند. بی‌بی‌سی فارسی، رادیو فردا
- صدها هزار نفر از مخالفان دولت یمن به خیابان‌ها آمدند

در صنعا، پایتخت یمن، دو راهپیمایی در فاصله کمی از هم برگزار شد، که در یکی حامیان علی عبدالله صالح، رئیس‌جمهوری یمن حضور دارشتند و در راهپیمایی دیگری، مخالفان او به خیابان‌های پایتخت آمده‌ بودند. از زمان اوج‌گرفتن اعتراضات علیه علی عبدالله صالح، بسیاری از مخالفان خواهان کناره‌گیری فوری او از قدرت شده‌اند، اما او می‌گوید که تا سال ۲۰۱۲ میلادی، قدرت را واگذار نخواهد کرد. علی عبدالله صالح، بیش از سی سال است که زمام امور یمن را در دست دارد. بی‌بی‌سی فارسی
- کویت چند دیپلمات ایرانی را اخراج می‌کند

شیخ محمد الصباح، وزیر امور خارجه کویت اعلام کرد که سه دیپلمات ایرانی را به اتهام جاسوسی، «عنصر نامطلوب» شناخته و آنان را از کویت اخراج می‌کند. وی که در پارلمان کویت با خبرنگاران صحبت می‌کرد، گفت که این دیپلمات‌های ایرانی جزیی از شبکه جاسوسی هستند که دادگاهی در کویت روز سه‌شنبه سه عضو غیر دیپلمات آن را به اعدام محکوم کرد. ایران این اتهام‌های کویت را رد کرده‌است. بی‌بی‌سی فارسی، رادیو بین‌المللی فرانسه
- آمریکا، احکام هفت رهبر جامعه بهایی ایران را محکوم کرد

## ۱۳ فروردین ۱۳۹۰
- محکومیت گسترده حمله مرگ‌بار به دفتر سازمان ملل متحد در مزار شریف

بان کی‌مون، دبیرکل سازمان ملل متحد، حمله مرگ‌بار شماری از مردم مزار شریف، به دفتر این نهاد در شمال افغانستان را به شدت محکوم کرد. وی گفت: «این حمله‌ای وقیحانه و بزدلانه به کارمندان سازمان ملل متحد، تحت هیچ شرایطی قابل توجیه نیست». یک سوئدی، یک نروژی، یک شهروند رومانی و چهار نگهبان نپالی دفتر نمایندگی سازمان ملل متحد در این واقعه کشته شدند و نیز بخشی از ساختمان محل کار آنان به آتش کشیده شد. چند نفر از مهاجمان و معترضان نیز توسط نگهبانان دفتر نمایندگی سازمان ملل متحد کشته شدند. تظاهرات مزار شریف، به منظور اعتراض به آتش‌زدن یک نسخه از کتاب مقدس مسلمانان توسط تری جونز، کشیش یک کلیسای کوچک در ایالت فلوریدا برگزار شده بود. بی‌بی‌سی فارسی، دویچه‌وله فارسی، رادیو بین‌المللی فرانسه، یورونیوز فارسی
- «ایران در مقام اول رشد علمی جهان»

انجمن سلطنتی علوم بریتانیا می‌گوید که «ایران سریع‌ترین رشد علمی در جهان را دارد». در فاصله بین سال‌های ۱۹۹۶ تا ۲۰۰۸، دانشمندان ایرانی ۱۳۲۳۸ مقاله علمی در نشریات معتبر بین‌المللی چاپ کرده‌اند، در حالی که این رقم در دوره قبلی ۷۳۶ مقاله بوده و این «رشدی هجده برابری» را نشان می‌دهد. به نوشته نشریه نیوساینتیست، «رشد علمی در ایران یازده برابر نرخ متوسط جهانی و سریع‌تر از هر کشور دیگری است». بی‌بی‌سی فارسی
- دولت لیبی پیشنهاد آتش‌بس مخالفان را رد کرد

موسی ابراهیم، سخنگوی حکومت معمر قذافی، پیشنهاد آتش‌بس مخالفان مسلح حکومت لیبی را یک ترفند خوانده و آن را رد کرده‌است. نیروهای شورشی مسلح در لیبی گفته‌اند که اگر سرهنگ قذافی نیروهایش را از شهرها بیرون بیاورد و اجازه دهد اعتراضات مسالمت‌آمیز برگزار شود، حاضرند آتش‌بس اعلام کنند. بی‌بی‌سی فارسی
- دست‌کم ده کشته در تظاهرات ضددولتی در سوریه

## ۱۴ فروردین ۱۳۹۰
- (برای این روز رویدادی ثبت نشده‌است).

## ۱۵ فروردین ۱۳۹۰
- شورای همکاری خلیج فارس «دخالت‌های ایران» را به شدت محکوم کرد

کشورهای عربی حاشیه خلیج فارس، به دنبال انتقاد مجلس شورای اسلامی ایران از اعزام ارتش عربستان سعودی برای مقابله با ناآرامی‌های شیعیان بحرین، در اجلاس ویژه خود «دخالت‌ بارز ایران در امور داخلی جهان عرب را محکوم کردند». از نظر آن‌ها حکومت جمهوری اسلامی ایران، در صدد ایجاد بی‌ثباتی در کشورهای عربی حاشیه خلیج فارس است. اعضای شورای همکاری خلیج فارس عبارتند از: عربستان سعودی، بحرین، کویت، عمان، قطر و امارات متحده عربی. دویچه‌وله فارسی، بی‌بی‌سی فارسی، رادیو بین‌المللی فرانسه
- انتشار اسناد محرمانه توطئه قتل سیاست‌مداران بریتانیایی

سرویس اطلاعات داخلی بریتانیا (ام‌آی۵)، اسناد محرمانه‌ای را منتشر کرده که از توطئه ترور چندین شخصیت سیاسی مهم بریتانیا در سال‌های پس از جنگ جهانی دوم پرده‌ بر می‌دارد. مجموعه‌ای از ۱۸۰ پرونده محرمانه از امروز ۱۵ فروردین ۱۳۹۰ خورشیدی، در آرشیو ملی بریتانیا در دسترس عموم قرار داده می‌شود. یکی از اسناد انتشاریافته مربوط به توطئه ترور شخصیت‌های سیاسی بریتانیایی از جمله وینستون چرچیل و جان ارنست بوین، از سوی یک گروه تندروی یهودی بعد از جنگ جهانی دوم است. بی‌بی‌سی فارسی
- باراک اوباما در انتخابات ریاست جمهوری ۲۰۱۲ شرکت می‌کند

باراک اوباما، رئیس‌جمهور دموکرات ایالات متحده آمریکا اعلام کرده‌است که در انتخابات ریاست جمهوری آمریکا در سال ۲۰۱۲ میلادی، شرکت خواهدکرد. انتظار می‌رود شماری از نامزدهای جمهوری‌خواه وارد رقابت انتخاباتی با باراک اوباما شوند. هنوز جمهوری‌خواهان، کاندیدای واحدی ندارند. باراک اوباما در ژانویه ۲۰۰۹ میلادی به کاخ سفید راه یافت. بی‌بی‌سی فارسی، یورونیوز فارسی
- «قطع همکاری ایران با موزه لوور»

حمید بقایی، معاون محمود احمدی‌نژاد، گفت که ایران تصمیم گرفته‌است تا با همکاری‌های خود با موزه لوور در پاریس پایان دهد. ایران در سال‌های ٢٠٠٨ و ٢٠٠٩ میلادی در چهارچوب توافقی با موزۀ لوور، آثاری را برای برگزاری دو نمایشگاه با عناوین «هنر دورۀ صفوی» و «تاریخ تمدن ایران» به پاریس فرستاد. در چهارچوب همین توافق، موزۀ لوور متعهد شده‌بود که شماری از «آثار بی‌شمار ایرانی» ساکن در آن موزه را برای برگزاری یک نمایشگاه به تهران بفرستد. رادیو بین‌المللی فرانسه، بی‌بی‌سی فارسی
- سپاه پاسداران ایران، از کشته‌شدن عوامل حملات مسلحانه در سنندج خبر داد

## ۱۶ فروردین ۱۳۹۰
- قتل هنرمند عرب اسرائیلی در جنین

جولیانو مر خمیس، یکی از مشهورترین هنرمندان اسرائیلی در شهر جنین، واقع در کرانه باختری رود اردن به قتل رسید. چند مرد نقاب‌دار، اتومبیل هنرمند ۵۲ ساله یهودی را به رگبار بستند. سلام فیاض، نخست‌وزیر دولت خودگردان فلسطینی، با انتشار بیانیه‌ای سوءقصد به جولیانو مر خمیس را «یک جنایت نفرت‌انگیز» خواند. جولیانو مر خمیس به عنوان یک اسرائیلی مدافع حقوق فلسطینی‌ها شهرت داشت. پدر او صلیبا خمیس، یک مسیحی فلسطینی‌تبار و از رهبران حزب کمونیست اسرائیل بود. مادرش زنی یهودی بود که در سراسر زندگی‌اش، در راه حقوق فلسطینی‌ها مبارزه ‌کرد. بی‌بی‌سی فارسی، هاآرتص
- احمدی‌نژاد به عربستان هشدار داد

محمود احمدی‌نژاد، رئیس‌جمهوری ایران، با هشدار به عربستان سعودی برای فرستادن نیروی نظامی به بحرین، بیانیه شورای همکاری خلیج فارس «علیه دخالت‌ها و توطئه‌چینی‌های ایران» را فاقد «ارزش حقوقی» خواند. محمود احمدی‌نژاد در بخشی از سخنانش گفت: «البته دولت بحرین کار زشتی کرد که مردم خود را کشت. مردم مطالباتی دارند، لذا دولت این کشور باید به حرف‌های آن‌ها گوش داده و به خواسته‌های مردم احترام بگذارد». وی هم‌چنین چاره دو کشوری و تشکیل کشور مستقل فلسطینی در کنار اسرائیل را «فریبکاری» خواند و مدعی‌شد که «همه بازرگانان دنیا به دنبال رابطه اقتصادی با ایران هستند». بی‌بی‌سی فارسی، دویچه‌وله فارسی، رادیو بین‌المللی فرانسه
- متهم اصلی حملات ۱۱ سپتامبر در گوانتانامو محاکمه می‌شود

دولت باراک اوباما، با مخالفت شدید جمهوری‌خواهان، از تصمیم پیشین خود برای انتقال متهمان حملات ۱۱ سپتامبر به خاک آمریکا صرف‌نظر کرده‌است. خالد شیخ محمد، متهم به طراحی حملات ۱۱ سپتامبر در سال ۲۰۰۱ میلادی، به هم‌راه چهار مظنون دیگر که قرار بود در یک «دادگاه مدنی» محاکمه شود، اکنون در یک «کمیسیون نظامی در گوانتانامو» محاکمه خواهد شد. اریک هولدر، وزیر دادگستری آمریکا که پیشتر گفته بود خالد شیخ محمد در دادگاه مدنی و در خاک ایالات متحده آمریکا محاکمه خواهد شد، با تغییر نظر خود اعلام کرد: «ما بیش از این نمی‌توانیم اجازه دهیم که این محاکمه به تعویق افتد». بی‌بی‌سی فارسی
- دیوان بین‌المللی کیفری: رژیم قذافی پیش از گسترش اعتراضات از تونس و مصر تصمیم کشتار غیرنظامیان مخالف حکومت را گرفته بود

## ۱۷ فروردین ۱۳۹۰
- آمریکا: «سفارت‌های ایران در آمریکای لاتین دو برابر شده است»

ژنرال داگلاس فریزر مسئول «فرماندهی جنوبی» ارتش ایالات متحده آمریکا در نشست کمیته خدمات نیروهای مسلح کنگره آمریکا نسبت به افزایش حضور ایران در آمریکای لاتین ابراز نگرانی کرد و گفت: «واشینگتن فعالیت‌های ایران در منطقه را به دقت زیر نظر دارد». وی در بخش دیگری از سخنانش، گفت: «ایران از سال ۲۰۰۵ تا ۲۰۱۰ میلادی، تعداد سفارتخانه‌های خود در آمریکای لاتین را تقریبا دو برابر کرده و در حال ساخت مراکز فرهنگی در ۱۷ کشور منطقه است». بی‌بی‌سی فارسی
- ایران: «ایتالیا، ماهواره مصباح ۱ را به بهانه تحریم تحویل نمی‌دهد»

حمید فاضلی، رئیس سازمان فضایی ایران می‌گوید این کشور درحال فشار بر ایتالیا برای تحویل گرفتن ماهواره مصباح ۱ است که در سال ۲۰۰۵ میلادی، به سفارش ایران، توسط یک شرکت ایتالیایی ساخته شد. وی سپس با انتقاد از روسیه به دلیل عدم همکاری با ایران گفت: «کارشکنی قدرت‌های فضایی باعث شده تا این ماهواره پس از شش سال هنوز در انتظار پرتاب باشد». بی‌بی‌سی فارسی
- غرق شدن کشتی مهاجران لیبی و ناپدیدشدن ۲۵۰ نفر

در پی غرق شدن کشتی آوارگان مهاجر لیبی در ۴۰ مایلی جنوب جزیره لمپدوسا ۱۳۰ تا ۲۵۰ تن ناپدید و دست کم ۱۵ تن کشته شدند. به گفتهٔ IOM طی ۱۰ روز اخیر ۲۰۰۰ نفر از مهاجران در این جزیره ساکن شده‌اند. رویترز
- دانشگاه آکسفورد ادعاها علیه مهدی هاشمی را رد کرد

دانشگاه آکسفورد اعلام کرد که برای ادعاهای مطرح شده در مورد نحوه پذیرش مهدی هاشمی، پسر اکبر هاشمی رفسنجانی در مقطع دکترای این دانشگاه مبنایی نیافته است.

## ۱۸ فروردین ۱۳۹۰
- آمریکا درخواست  قذافی برای پایان‌دادن به حملات را رد کرد

دولت ایالات متحده آمریکا، درخواست شخصی سرهنگ معمر قذافی از باراک اوباما، رئیس‌جمهور آمریکا «برای پایان‌دادن به حملات» را رد و بار دیگر تاکید کرد که رهبر لیبی باید برود. سرهنگ قذافی در نامه سه صفحه‌ای خود به باراک اوباما، وی را «پسر ما» خطاب کرده و از او خواسته‌است تا به «جنگ ناعادلانه علیه مردم کوچک یک کشور در حال توسعه» خاتمه دهد. او در نامه خود، بار دیگر مخالفان مسلح حکومتش را «پیکارجویان القاعده» خوانده بود. بی‌بی‌سی فارسی، یورونیوز فارسی
- دو پاکستانی متهم به آدم‌خواری شدند

دو برادر پاکستانی به نام‌های «عارف علی» و «فرمان علی»، متهم به آدم‌خواری و سرقت جسد زنی شده‌اند که به تازگی بر اثر سرطان درگذشته بود. پلیس پاکستان می‌گوید که این دو برادر را در حین پختن جنازه زنی که به تازگی از قبر دزدیده بودند، دستگیر کرده‌است. این دو برادر ظاهر گفته‌اند که پیش از آدم‌خواری، سگ‌های ولگرد را می‎خورده‌اند. مقامات پاکستانی گفته‌اند که به زودی محاکمه این دو برادر آغاز خواهد شد. بی‌بی‌سی فارسی
- حمله زن آمریکایی به نقاشی گوگن

بر اساس مستندات ارائه‌شده در دادگاهی در شهر واشینگتن دی.سی.، زنی آمریکایی، با «کوبیدن مشت» و «تلاش برای پائین‌کشیدن» تابلویی در نگارخانه ملی هنر آمریکا، قصد تخریب آن را داشته‌است. اثر فوق، تابلویی از پل گوگن، به نام دو زن از تاهیتی است. متهم که «سوزان برنز» نام دارد، مدعی‌شده است که به دلیل «پیام همجنس‌گرایانه تابلو»، تلاش برای تخریب آن داشته‌است. وی فعلا برای «سنجش وضعیت سلامت ذهنی» در حبس به سر می‌برد. بی‌بی‌سی فارسی
- افزایش شدید قیمت طلا در ایران

افزایش شدید قیمت سکه و طلا در بازار تهران، بانک مرکزی ایران را به واکنش وادار کرد. این بانک برای کاهش قیمت‌ها، سکه و شمش طلا را با نرخ مصوب حراج خواهد کرد. در همین حال نرخ ارز نیز در بازار تهران رشد قابل توجهی داشت. روز چهارشنبه ۱۷ فروردین (۶ آوریل) سکه بهار آزادی (طرح جدید) با ۱۷ هزار تومان رشد قیمت نسبت به هفته گذشته، به قیمت ۴۱۰ هزار تومان در بازار تهران معامله شد. هم‌چنین سکه طرح قدیم نیز با ۱۶هزار تومان افزایش، ۴۵۱ هزار تومان معامله شد. نیم‌سکه طرح‌های قدیم و جدید نیز از افزایش قیمت مصون نماند و هر کدام با ۸ و ۹ هزار تومان افزایش در بازار تهران داد و ستد شد. دویچه‌وله فارسی
- برگه‌ای از شاهنامه طهماسبی، رکورد فروش آثار هنری اسلامی را شکست

صفحه‌ای از شاهنامه طهماسبی روز چهارشنبه، ششم آوریل (هفده فروردین) در حراجی ساتبی در لندن به قیمت ۴ ,۷ میلیون پوند (معادل ۱۲ میلیون دلار آمریکا) فروخته شد و رکوردی در فروش آثار هنری اسلامی برجا گذاشت.

## ۱۹ فروردین ۱۳۹۰
- برگه‌ای از شاهنامه طهماسبی، رکورد فروش آثار هنری اسلامی را شکست

صفحه‌ای از شاهنامه طهماسبی در حراجی ساتبی در لندن به قیمت ۷٫۴ میلیون پوند (معادل ۱۲ میلیون دلار آمریکا) فروخته شد و رکوردی در فروش آثار هنری اسلامی برجا گذاشت. این برگه، یکی از ۲۵۸ صفحه مصور از کتاب نفیس شاهنامه طهماسبی یا «شاهنامه شاه‌طهماسب» است که در زمان شاه اسماعیل اول در قرن دهم هجری بر اساس شاهنامه فردوسی، توسط برجسته‌ترین نقاشان و خوش‌نویسان در عهد صفوی تهیه شده‌است. بی‌بی‌سی فارسی، رادیو فردا
- پیکارجویان غزه بر سر آتش‌بس با اسرائیل توافق کردند

حماس می‌گوید که گروه‌های مسلح اسلام‌گرا در نوار غزه بر سر آتش‌بس برای جلوگیری از تشدید درگیری‌ها با اسرائیل به توافق رسیده‌اند. حماس که کنترل غزه را در دست دارد، هدف از این آتش‌بس را جلوگیری از «تجاوز نظامی اسرائیل» اعلام کرده‌است. شاخه نظامی حماس پیش‌تر با موشک ضدتانک به یک اتوبوس مدرسه اسرائیلی حمله کرد و دو نفر را زخمی کرد. در واکنش نیروهای دفاعی اسرائیل با حملات هوایی و شلیک تانک به این حمله واکنش نشان دادند که به گفته پزشکان فلسطینی به کشته‌شدن چهار نفر و زخمی شدن ۳۰ فلسطینی منجر شد. بی‌بی‌سی فارسی، دویچه‌وله فارسی
- حریری از «دخالت‌های مفتضحانه» ایران در کشورهای عرب انتقاد کرد

## ۲۰ فروردین ۱۳۹۰
- «۲۸ کشته» در درگیری اردوگاه اشرف؛ واکنش وزیر دفاع آمریکا

در حالی که سازمان مجاهدین خلق ایران می‌گوید که ۲۸ عضو این گروه در حمله ارتش عراق به اردوگاه اشرف کشته شده‌اند، رابرت گیتس، وزیر دفاع آمریکا نیز از این حمله ابراز نگرانی کرده و خواستار خویشتن‌داری دولت عراق شده‌است. هم‌زمان، سازمان گزارشگران بدون مرز با صدور بیانیه‌ای، ممانعت از ورود خبرنگاران به اردوگاه اشرف را محکوم کرده‌است. در اردوگاه اشرف که در ۸۰ کیلومتری شمال بغداد واقع شده‌، بیش از سه هزار عضو سازمان مجاهدین خلق، سکونت دارند.
رادیو فردا، بی‌بی‌سی فارسی
- حملات گسترده سایبری بر ضد وب‌سایت مشهور روسی

## ۲۱ فروردین ۱۳۹۰
- اسرائیل به پیکارجویان فلسطینی «پیشنهاد آتش‌بس» داد

ایهود باراک، وزیر دفاع اسرائیل می‌گوید کشورش آماده متوقف‌کردن حملات خود علیه پیکارجویان فلسطینی در نوار غزه است. وزیر دفاع اسرائیل گفت که در صورتی که این پیکارجویان، پرتاب راکت‌های قسام به سوی خاک اسرائیل را متوقف کنند، نیروهای دفاعی اسرائیل نیز حملات خود به پیکارجویان را متوقف خواهند کرد. پرتاب راکت به شهرهای اسرائیلی با پاسخ نظامی اسرائیل رو به رو شده و این کشور در چند مقطع، هدف‌هایی را در غزه، بمباران کرده‌است. ایهود باراک این پیشنهاد را در رادیو اسرائیل مطرح کرد. بی‌بی‌سی فارسی
- انتقاد آمریکا از «نقض جدی و آشکار حقوق‌بشر» در ایران

گزارش سالانه وزارت امور خارجه ایالات متحده آمریکا درباره وضعیت حقوق‌بشر در جهان منتشر شد. در این گزارش بار دیگر از حکومت جمهوری اسلامی ایران به خاطر «نقض جدی و آشکار حقوق‌ بشر» شدیداَ انتقاد شده‌است. ده‌ها صفحه از گزارش سالانه وضعیت حقوق بشر در جهان، به وضعیت حقوق ‌بشر در ایران و «نقض مستمر حقوق جهان‌شمول بشر توسط دولت ایران» اختصاص یافته‌است. اعدام بیش از ۳۰۰ نفر در سال گذشته در ایران به دلایل گوناگون از جمله اتهامات سیاسی، دستگیری مخالفان سیاسی دولت ایران و بازداشت روزنامه‌نگاران و فعالان حقوق‌بشر، سرکوب دانشجویان، فعالین جنبش زنان در ایران و پیروان اقلیت‌های مذهبی، نادیده‌گرفتن «حق ‌تظاهرات مسالمت‌آمیز شهروندان» و محدود نمودن هرچه بیشتر «آزادی‌های فردی» از جمله موارد نقض حقوق‌بشر در ایران ذکر شده‌است. دویچه‌وله فارسی
- عراق کشته‌شدن «سه نفر» را در حمله به قرارگاه اشرف تایید کرد

علی غیدان، فرمانده نیروی زمینی ارتش عراق، کشته‌شدن سه نفر از اعضای سازمان مجاهدین خلق ایران را که در قرارگاه اشرف، در شمال بغداد اقامت داشتند را تائید کرده‌است. این در حالی‌ست که سازمان مجاهدین خلق ایران، تعداد کشته‌شدگان درگیری‌های روز جمعه را «بیش از ۳۰ نفر» از اعضای آن سازمان ذکر کرده‌است. حمله نیروهای ویژه ارتش عراق به مخالفین ایرانی حکومت ایران با واکنش مثبت دولت ایران هم‌راه شده است. علی‌اکبر صالحی، وزیر امور خارجه ایران گفته‌است: «این اقدام حکومت عراق که از طرف ما قابل تقدیر است، اقدامی است در جهت عملیاتی‌کردن و پیاده‌کردن قانون اساسی عراق و مصوبات و تصمیمات قوه قضائیه این کشور». بی‌بی‌سی فارسی، یورونیوز فارسی، رادیو بین‌المللی فرانسه
- رهبر «بزرگ‌ترین» گروه تبهکاری ژاپن آزاد شد

## ۲۲ فروردین ۱۳۹۰
- پوشیدن روبنده برای زنان در فرانسه ممنوع شد

پارلمان فرانسه با تصویب قانونی، از روز دوشنبه ۱۱ آوریل ۲۰۱۱ میلادی، برابر با ۲۲ فروردین ۱۳۹۰ خورشیدی، استفاده از روبنده و نقاب برای زنان محجبه را به عنوان نمادی از ستم علیه زنان ممنوع اعلام کرد و آن را عملی غیرقابل قبول خواند. از امروز در فرانسه، در صورتی که زنی در حین ارتکاب این جرم دیده شود و نقاب یا برقع پوشیده باشد، باید تا ۱۵۰ یورو جریمه پرداخت کند و در یک دوره آموزشی اجباری درباره «شهروندی» حاضر شود. فرانسه اولین کشور اروپایی است که استفاده از روبنده را برای زنان ممنوع می‌کند. بی‌بی‌سی فارسی
- حملات هوایی نیروهای سازمان ملل و ارتش فرانسه در نزدیکی سکونت‌گاه ریاست‌جمهوری ساحل عاج

بالگردهای توپ‌دار ارتش فرانسه و نیروهای حافظ صلح سازمان ملل متحد، عملیات تازه‌ای را برای مُنهدم‌کردن سلاح‌های سنگین در نزدیکی سکونت‌گاه لوران باگبو در آبیجان، شهر اصلی ساحل عاج، آغاز کرده‌اند. بان کی‌مون، دبیر کل سازمان ملل متحد، در بیانیه‌ای اعلام کرده که درخواست حملات هوایی را داده‌است، زیرا نیروهای حامی لوران باگبو علیه مردم غیرنظامی و هم‌چنین صلح‌بانان سازمان ملل متحد، از سلاح‌های سنگین استفاده می‌کنند. درگیری‌های گسترده خیابانی، پس از اعلام نتایج انتخابات ریاست‌جمهوری ساحل عاج شروع شد که جامعه جهانی و ناظران آلاسان واتارا را برنده انتخابات اعلام کردند، اما رئیس‌جمهور کنونی، لوران باگبو نتایج را مردود دانست و از کناره‌گیری از قدرت خودداری کرد. بی‌بی‌سی فارسی
- ویکی‌لیکس: «اسرائیل گزینه نظامی علیه ایران را سال‌ها پیش رد کرده بود»

بر اساس اسنادی که ویکی‌لیکس به تازگی منتشر کرده‌است، مقام‌های ارشد ارتش اسرائیل در سال‌های ۲۰۰۵ و ۲۰۰۶ میلادی، به مقامات آمریکایی گفته بودند که حمله هوایی به تاسیسات اتمی ایران، «موفق نخواهد بود». روزنامه اسرائیلی هاآرتص که این اسناد ویکی‌لیکس را اخیرا بصورت «انحصاری» بدست آورده‌است، می‌نویسد که «سفارت ایالات متحده آمریکا در تل‌آویو در تاریخ ۲ دسامبر ۲۰۰۵ میلادی، در گزارشی محرمانه، به نقل از دیپلمات‌های آمریکایی گفته‌است که مقام‌های بلندپایه اسرائیلی اظهار داشته‌اند که حمله نظامی به تاسیسات هسته‌ای ایران هیچ شانسی ندارد». پیام دیپلماتیک وزارت امور خارجه آمریکا می‌افزاید که آریل لویت، معاون کمسیون انرژی هسته‌ای اسرائیل به مقامات آمریکایی گفته‌است که «اسرائیل آگاه‌است که ایران موشک کروز از اوکراین خریده است». بی‌بی‌سی فارسی، هاآرتص
- دستگیری باگبو رئیس‌جمهور ساحل عاج

## ۲۳ فروردین ۱۳۹۰
- رئيس بانک مرکزی ایران: «هر ریال معادل يک دلار خواهد شد»

مقام‌های اقتصادی حکومت جمهوری اسلامی ایران اعلام کرده‌اند که حذف «چهار صفر» از پول ملی ایران قطعی شده‌است و هر ريال ایران معادل يک دلار آمریکا خواهد شد. محمود بهمنی، رئيس بانک مرکزی ایران گفته‌است که واحد پول خرد، همانند سال‌های گذشته دينار خواهد بود. رادیو فردا
- عراق: «ساکنان اردوگاه اشرف، تا پايان سال ميلادی وقت دارند تا کشور را ترک کنند»

به دنبال درگیری‌های خونین چند روز گذشته در اردوگاه اشرف، دولت عراق از ضرب‌الاجل برای تعطیل کردن این اردوگاه تا پايان سال جاری میلادی و هم‌چنين انتقال تمامی ساکنان آن به خارج از خاک عراق، خبر داده‌است. علی الدباغ، سخنگوی دولت عراق، روز دوشنبه در بيانيه‌ای از سازمان مجاهدین خلق ایران به عنوان يک «سازمان تروريستی» نام برد و گفت: «اين سازمان می‌بايست با همکاری سازمان ملل متحد و ديگر سازمان‌های بين‌المللی و با استفاده از همه ابزارهای سياسی و ديپلماتيک، از خاک عراق خارج شود». رادیو فردا، بی‌بی‌سی فارسی
- نماینده حزب اسلامی اندونزی به علت دیدن فیلم پورنو استعفا داد

یک نماینده مجلس اندونزی از حزب اسلامی که فعالانه در تدوین قوانین علیه پورنوگرافی نقش داشت، پس از آن‌که معلوم شد که در حین شرکت در نشست علنی مجلس اندونزی، در حال تماشای تصاویر یک فیلم پورنو، بوسیله آی‌پد شخصی خود بوده، از مقامش استعفا کرد. یک عکاس-خبرنگار اندونزیایی، از «آریفینتو» که عضو حزب عدالت و رفاه اندونزی است، در حین تماشای تصاویر عکس‌برداری کرده بود. آریفینتو از تمام اعضای حزب خود و اعضای مجلس اندونزی عذرخواهی کرده‌است. او در یک کنفرانس خبری گفت که به فعالیت خود در حزب ادامه خواهد داد و «تلاش خواهد کرد تا توبه کند و با قرائت قرآن، انسان بهتری شود». در چند سال اخیر، مسئله پورنوگرافی در سیاست اندونزی، به مقوله‌ای مهم و جنجالی تبدیل شده‌است. بی‌بی‌سی فارسی، ABCنیوز + تصویر، هافینگتون‌پُست
- اجرای کنسرت باب دیلن با پذیرش نظارت دولتی در ویتنام و چین

## ۲۴ فروردین ۱۳۹۰
- گزارش صندوق بین‌المللی پول از وضعیت اقتصاد ایران

صندوق بین‌المللی پول که از ارگان‌های رسمی سازمان ملل متحد است، در تازه‌ترین گزارش خود پیش‌بینی کرده که رشد اقتصاد ایران در سال ۲۰۱۱ میلادی،  «صفر» و میزان تورم «۲۲٫۵» درصد باشد. این در حالی‌ست که بانک مرکزی ایران، از نیمه‌ی دوم سال ۱۳۸۷ خورشیدی، از اعلام میزان رشد اقتصادی ایران، خودداری کرده‌است. صندوق بین‌المللی پول، یکی از معتبرترین منابع ارزیابی و پیش‌بینی وضعیت اقتصادی جهان محسوب می‌شود. دویچه‌وله فارسی، رادیو فردا
- ژاپن هشدار خطر در فوکوشیما را به رده «فاجعه اتمی» ارتقاء داد

سازمان انرژی هسته‌ای ژاپن اعلام کرد که خطر تشعشات هسته‌ای ناشی از اختلال در نیروگاه هسته‌ای فوکوشیما دائیچی به رده‌ی ۷ ارتقا داده شده‌است. این میزان با سنگین‌ترین فاجعه‌ی هسته‌ای در چرنوبیل برابر است. دولت ژاپن پیش‌تر اعلام کرده بود که قصد دارد مناطق گسترده‌تری در اطراف فوکوشیما را از سکنه خالی کند. دویچه‌وله فارسی، رادیو بین‌المللی فرانسه
- نام ۳۲ مقام ایرانی در فهرست تحریم‌های اتحادیه اروپا

وزرای امور خارجه کشورهای عضو اتحادیه اروپا، ۳۲ مقام حکومتی شاغل در نظام جمهوری اسلامی ایران را به دلیل «نقض حقوق بشر در ایران»، در فهرست تحریم‌های اتحادیه اروپا قرار دادند. به گفته ویلیام هیگ، وزیر امور خارجه بریتانیا، «دارایی‌های این افراد در کشورهای اروپایی مسدود و سفر آن‌ها به کشورهای عضو ممنوع خواهد شد». ویلیام هیگ، هم‌چنین یادآور شد که از ۳۲ مقام ایرانی، «۱۳ نفر از اعضای ارشد امنیتی جکومت ایران هستند که در بازداشت‌ها و سرکوب معترضان دولت ، نقش عمده‌ای داشته‌اند، ۱۵ قاضی و مقام قضایی مسئول نیز، به دلیل محروم‌کردن متهمان از دادگاه‌های عادلانه و برپایی دادگاه‌های نمایشی، گرفتن اعترافات اجباری، محکوم‌کردن به دلیل اتهامات مبهم و صدور احکام اعدام برای اتهاماتی هم‌چون محاربه در فهرست تحریم‌ها جای گرفته‌اند. هم‌چنین ۴ نفر از مسئولان سازمان زندان‌های ایران نیز به دلایلی نظیر شکنجه زندانیان سیاسی و بازداشت‌های دسته‌جمعی مشمول تحریم‌های اتحادیه اروپا شده‌اند». بی‌بی‌سی فارسی، 
رادیو بین‌المللی فرانسه
- حکم بازداشت حسنی مبارک صادر شد

تلویزیون دولتی مصر، از صدور حکم «بازداشت موقت و پانزده روزه» برای حسنی مبارک، رئیس‌جمهور پیشین آن کشور از سوی دادستان کل مصر خبر داده‌است. حُسنی مبارک که در جریان پاسخ‌دادن به سوال‌های دادستانی درباره ادعاهای مطرح‌شده درباره «فساد مالی و سوء‌استفاده از قدرت» دچار حمله قلبی شده‌بود، اکنون در بیمارستانی در شهر شرم‌الشیخ بستری است. پیش از این، حکم بازداشت علا و جمال، دو پسر حُسنی مبارک هم صادر شده‌بود. بی‌بی‌سی فارسی، دویچه‌وله فارسی
- نماینده ایران در آژانس انرژی اتمی: «اجازه بازرسی از کارخانه تابا را نمی‌دهیم»

علی‌اصغر سلطانیه، نماینده ایران در آژانس بین‌المللی انرژی هسته‌ای با بیان این که بازدید از کارخانه‌‌های قطعه‌سازی شامل تعهدات کشورها در چارچوب معاهده منع گسترش جنگ‌افزارهای هسته‌ای نمی‌شود، اعلام کرده‌است که کشورش اجازه بازرسی از کارخانه تابا را به بازرسان آژانس نخواهد داد. سازمان مجاهدین خلق ایران، در تاریخ ۷ آوریل، در کنفرانسی مطبوعاتی در آمریکا، از وجود کارخانه‌ای در نزدیکی تهران خبر داده بود، که بر اساس ادعای این گروه «بزرگ‌ترین تولیدکننده سانتریفیوژ» در ایران است و در برنامه هسته‌ای ایران، «نقش کلیدی» ایفا می‌کند. رادیو فردا، بی‌بی‌سی فارسی
- لوران باگبو، رئیس‌جمهوری سابق ساحل عاج دستگیر شد

## ۲۵ فروردین ۱۳۹۰
- اتحاديه اروپا فهرست کامل مقام‌های ايرانی تحت تحريم را منتشر کرد

به دنبال تصميم اتحاديه اروپا برای تحريم ۳۲ مقام حکومت جمهوری اسلامی ایران به دليل «نقض حقوق بشر مردم ایران»، اين اتحاديه نام و مشخصات اين افراد را منتشر و از کشورهای عضو خواست تا از ورود آن‌ها به خاک خود جلوگيری کنند. هم‌چنين اعضای اتحاديه اروپا بايد تمام حساب‌های بانکی، املاک و مستغلات و شرکت‌های اقتصادی متعلق به این افراد را توقيف و ضبط کنند. رادیو فردا، بی‌بی‌سی فارسی
- سازمان ملل متحد: «۳۴ نفر در حمله به اردوگاه اشرف کشته شدند»

سازمان ملل متحد تایید کرده‌است که در حمله واحدهایی از ارتش عراق به اردوگاه اشرف در تاریخ ۸ آوریل ۲۰۱۱ میلادی، ۳۴ نفر از اعضای سازمان مجاهدین خلق ایران کشته شده‌اند. اظهارات روپرت کالویل، سخنگوی حقوق بشر سازمان ملل متحد، اولین اظهار نظر مستقل درباره تعداد کشته‌شدگان در حادثه روز جمعه در اردوگاه اشرف است. بی‌بی‌سی فارسی، رادیو فردا
- سوریه دریافت کمک از ایران برای سرکوب معترضان را رد کرد

دولت سوریه این اتهام ایالات متحده آمریکا که حکومت جمهوری اسلامی ایران به حکومت بشار اسد برای سرکوب معترضان سوری کمک می‌کند را «بی‌اساس» دانسته‌است. مارک تونر، سخنگوی وزارت امور خارجه ایالات متحده آمریکا، تایید کرده‌بود که واشینگتن «اطلاعات موثقی» در دست دارد که نشان می‌دهد حکومت ایران به سوریه در سرکوب معترضان کمک کرده‌است. در همین حال، روزنامه وال‌استریت ژورنال به نقل از مقام‌های بلندپایه آمریکایی، گزارشی را منتشر کرده‌است، حاکی از آن‌که حکومت ایران بطور محرمانه تجهیزات ضد شورش و فن‌آوری کنترل اینترنت و پیامک‌های تلفن‌های همراه را در اختیار سوریه قرار داده‌است. دولت ایران هنوز به این اتهام‌ها واکنش نشان نداده‌است. بی‌بی‌سی فارسی، دویچه‌وله فارسی
- جایزه سال ۲۰۱۱ انجمن جهانی قلم به نسرین ستوده تعلق گرفت

انجمن جهانی قلم (پن)، اعلام کرد که جایزه آزادی قلم سال ۲۰۱۱ میلادی، این بنیاد به نسرین ستوده، وکیل، فعال حقوق بشر و روزنامه‌نویس ایرانی اختصاص داده‌است. این جایزه به کسانی تعلق می‌گیرد که به دلیل بیان نظرات‌شان با استفاده از حق آزادی‌بیان یا دفاع از آن، تحت پیگرد قانونی قرار می‌گیرند یا زندانی می‌شوند. نسرین ستوده اواسط شهریور سال گذشته در ایران بازداشت شد و سپس به تحمل ۱۱ سال زندان و محرومیت از وکالت به مدت بیست سال محکوم شد. وی با انصراف از درخواست تجدیدنظر در دادگاه‌های حکومت ایران، هم‌اکنون دوران محکومیت خود را می‌گذراند. 
بی‌بی‌سی فارسی، دویچه‌وله فارسی، رادیو فردا
- ایران به «هواپیماهای غربی» سوخت نمی‌دهد

## ۲۶ فروردین ۱۳۹۰
- اوباما، کامرون و سارکوزی: «قذافی باید برای همیشه برود»

باراک اوباما، دیوید کامرون و نیکولا سارکوزی گفته‌اند که باقی‌ماندن معمر قذافی در آینده سیاسی لیبی، خیانتی بزرگ به مردم این کشور خواهد بود. رهبران ایالات متحده آمریکا، بریتانیا و فرانسه این موضع را با چاپ مقاله‌ای در صفحه ستون آزاد روزنامه‌های اینترنشنال هرالد تریبیون، فاینانشیال تایمز و فیگارو اعلام کرده‌اند. آن‌ها نوشتند: «غیرقابل تصور است، شخصی که برای کشتار مردم خودش تلاش کرده‌است در دولت آینده کشورش نقش داشته باشد». سرهنگ قذافی که از حدود ۴۰ سال پیش قدرت را در لیبی در دست داشته‌است، با وجود بحران جاری می‌گوید که مردم لیبی از او حمایت می‌کنند. بی‌بی‌سی فارسی، دویچه‌وله فارسی
- دولت ایران «اینترنت حلال» راه‌اندازی می‌کند

علی آقامحمدی، معاون نظارت و هماهنگی در سیاست‎های اقتصادی معاون اول رئیس‌جمهوری گفته‌است که ایران نخستین شبکه «اینترنت حلال» را راه‌اندازی خواهد کرد. ایرنا، خبرگزاری رسمی جمهوری اسلامی به نقل از علی آقامحمدی گفته‌است که «تمامی خدمات الکترونیکی دولتی نظیر خدمات دولت الکترونیک، بانک‌داری الکترونیک و تجارت الکترونیک ایران» از طریق این شبکه در اختیار کاربران اینترنت در داخل ایران قرار خواهد گرفت. بی‌بی‎سی فارسی
- بحرین ممنوعیت دو حزب سیاسی شیعه را به تعویق انداخت

## ۲۷ فروردین ۱۳۹۰
- حمله نیروهای سرهنگ قذافی به مصراته با «بمب خوشه‌ای»

سازمان دیده‌بان حقوق بشر می‌گوید که نیروهای معمر قذافی شهر تحت محاصره مصراته را هدف خمپاره‌های حاوی بمب خوشه‌ای قرار داده‌اند. کارشناسان این سازمان پس از بررسی ترکش‌های بجا مانده، آن‌را از نوع خمپاره ۱۲۰ میلیمتری ام‌ای‌تی ۱۲۰ ساخت اسپانیا اعلام کرده‌اند که در هوا منفجر می‌شود و ۲۱ بمب کوچک دیگر را به اطراف پرتاب می‌کند. موسی ابراهیم، سخنگوی دولت لیبی، این اتهام را رد کرده‌است. یکی از خبرنگاران روزنامه نیویورک تایمز ابتدا ترکش‌های خوشه‌ای در مصراته را کشف کرد و به اطلاع دیده‌بان حقوق بشر رساند. بی‌بی‌سی فارسی
- درخواست از کلینتون برای تحریم احمدی‌نژاد

چهار سناتور مجلس سنای ایالات متحده آمریکا به نام‌های جوزف لیبرمن، مارک کرک، کریستین گیلی‌براند و جان کایل با ارسال نامه‌ای به هیلاری کلینتون، وزیر امور خارجه آمریکا، درخواست خود را مبنی بر آغاز تحقیق مبنی بر افزوده‌شدن نام محمود احمدی‌نژاد، رئیس‌جمهور ایران و ۲۵ مقام دیگر حکومت جمهوری اسلامی در «فهرست افراد تحت تحریم ایالات متحده آمریکا به دلیل نقض حقوق بشر مردم ایران، مطرح کردند. بی‌بی‌سی فارسی، رادیو فردا
- «نخستین فیلم پورنو سه بعدی» به بازار آمد

## ۲۸ فروردین ۱۳۹۰
- بیژن پاکزاد، طراح مشهور ایرانی درگذشت

بیژن پاکزاد، هنرمند ایرانی-آمریکایی که به خاطر طراحی لباس شخصیت‌های معروف جهان به شهرت رسیده‌بود، در سن ۶۷ سالگی و بر اثر سکته مغزی در شهر بورلی هیلز، ایالات متحده آمریکا درگذشت. بیژن پاکزاد که با نام تجاری «بیژن» بیشتر شناخته می‌شود، متولد سال ۱۳۲۳ در تهران بود و از سال ۱۳۵۲ به آمریکا مهاجرت کرده بود. افرادی چون باراک اوباما، جورج دبلیو بوش، آرنولد شوارزنگر، رضا پهلوی، رونالد ریگان، ولادیمیر پوتین و بسیاری دیگر از شخصیت‌های سیاسی و هنری جهان از مشتریان بوتیک وی بودند. بی‌بی‌سی فارسی، رادیو فردا، سی‌ان‎ان
- بشار اسد: «قانون وضعیت اضطراری هفته آینده لغو می‌شود»

## ۲۹ فروردین ۱۳۹۰
- درگیری رسانه‌ای بر سر خبر ابقای وزیر اطلاعات توسط رهبر حکومت ایران

ایرنا، خبرگزاری رسمی دولت ایران بعد از حدود ۱۴ ساعت خودداری از تایید خبر مخالفت سید علی خامنه‌ای با استعفای حیدر مصلحی، وزیر اطلاعات، که با موافقت محمود احمدی‌نژاد مواجه شده بود، سرانجام پذیرفت که رهبر جمهوری اسلامی با این کناره‌گیری مخالفت کرده‌است. خبر مخالفت سید علی خامنه‌ای با استعفای حیدر مصلحی، پس از آن منتشر شد که خبرگزاری‌های دولتی ایران گزارش دادند که محمود احمدی‌نژاد ضمن قبول این استعفا، وی را به عنوان «مشاور رئیس‌جمهوری در امور اطلاعاتی» منصوب کرده‌است. بی‌بی‌سی فارسی، رادیو فردا، رادیو بین‌المللی فرانسه
- حمله انتحاری به ساختمان وزارت دفاع افغانستان

مقامات افغان می‌گویند، حداقل دو سرباز ارتش افغانستان در اثر حمله انتحاری یک مرد مسلح به ساختمان وزارت دفاع افغانستان کشته شده‌اند. این حمله صبح روز دوشنبه، ۲۹ حمل ۱۳۹۰ صورت گرفت و در آن هفت نفر دیگر نیز زخمی شدند. گزارش‌ها حاکیست که فرد مهاجم، لباس نیروهای ارتش افغانستان را به تن داشته است، اما هنوز معلوم نیست که این فرد از سربازان ارتش بوده یا با استفاده از لباس ارتش دست به حمله زده‌است. بی‌بی‌سی فارسی، دویچه‌وله فارسی
- پیشروی نیروهای قذافی تا مرکز شهر مصراته

نیروهای نظامی هوادار معمر قذافی، رهبر لیبی، پس از چند روز نبرد سخت، تا مرکز شهر مصراته پیشروی کردند. مصراته تنها شهری در غرب لیبی‌ست که تا کنون تحت کنترل نیروهای شورشی این کشور بود. دویچه‌وله فارسی
- درخواست شورای همکاری خلیج فارس از سازمان ملل برای پایان دادن به «مداخلات ایران»

## ۳۰ فروردین ۱۳۹۰
- واکنش ایران به بیانیه شورای همکاری خلیج فارس

سخنگوی دولت ایران، بیانیه شورای همکاری خلیج فارس را «مردود و بی‌اساس» خواند. بیانیه شورا ضمن متهم‌‌کردن تظام جمهوری اسلامی به دخالت در امور کشورهای منطقه خلیج فارس، از این دولت می‌خواهد که به «تحریکات خود پایان دهد». شورای همکاری خلیج فارس هم‌چنین با انتشار بیانیه‌ای از جامعه‌ی بین‌المللی و شورای امنیت سازمان ملل متحد خواسته بود تا از «دخالت‌ها و تحریکات آشکار ایران» در امور داخلی این کشورها جلوگیری کند. دویچه‌وله فارسی
- درگیری شدید معترضان و نیروهای امنیتی سوریه

فعالان حقوق بشر در سوریه می‌گویند که شب گذشته و در جریان درگیری تظاهر کنندگان مخالف دولت با نیروهای امنیتی سوریه در شهر حمص، حداقل ۸ نفر کشته و تعداد زیادی زخمی شده‌اند. این تلفات در حالی گزارش می‌شود که روز یکشنبه هم درگیری نیروهای امنیتی و معترضان در شهر تلبیسه، حداقل ۲ کشته بر جای گذاشته‌ بود. بی‌بی‌سی فارسی
- لس‌آنجلس تایمز و نیویورک تایمز برندگان چهار جایزه پولیتزر

روزنامه‌های آمریکایی لس‌آنجلس تایمز و نیویورک تایمز هر یک دو جایزه ویژه پولیتزر در زمینه روزنامه‌نگاری را از آن خود کرده‌اند. لس‌آنجلس تایمز جایزه پولیتزر برای برترین عکس سال را به خود اختصاص داد. این روزنامه هم‌چنین جایزه «خدمات عمومی» را به دلیل مجموعه مقالات افشاگرانه‌اش درباره فساد مالی مقام‌های محلی شهر بِل در ایالت کالیفرنیا به خود اختصاص داد که بر اساس آن، مسئولین شهر، مالیات مسکن را به منظور افزایش حقوق شش رقمی خود بالا برده‌ بودند. انتشار مقالات لس‌آنجلس تایمز، منجر به دستگیری تعدادی از مقام‌های سیاسی شهر بل شد. روزنامه نیویورک تایمز نیز برنده جایزه دو بخش گزارش‌های تفسیری و بین‌المللی شد. بی‌بی‌سی فارسی
- خانه آزادی: «آزادی اینترنت؛ ایران، رتبه‌ی اول از آخر»

## ۳۱ فروردین ۱۳۹۰
- موافقت دولت سوریه با لغو «قانون وضعیت فوق‌العاده»

دولت سوریه با لغو «قانون وضعیت فوق‌العاده» که مدت قریب به پنجاه سال در این کشور به اجرا درآمده‌ بود، موافقت کرده‌است. وزارت کشور سوریه قبل از اعلام خبر لغو قانون وضعیت اضطراری، در بیانیه‌ای از مردم این کشور خواست تا از برگزاری هرگونه گردهمایی، تظاهرات و تحصن خودداری کنند. دولت سوریه هم‌چنین دادگاه امنیت کشور را که مسئول محاکمه زندانیان سیاسی بود، را لغو کرده‌است. لغو قانون وضعیت فوق‌العاده، که بر اساس آن دولت می‌توانست به راحتی مخالفان سیاسی و فعالان حقوق بشر را زندانی کند، یکی از خواسته‌های اصلی مخالفان حکومت بشار اسد بود. بی‌بی‌سی فارسی
- مشاوران نظامی بریتانیایی در راه لیبی

به رغم عملیات هوایی نیروهای ائتلاف بین‌المللی علیه مواضع حامیان معمر قذافی، مناطق تحت کنترل شورشیان هم‌چنان بمباران می‌شوند. ناتو که فرماندهی عملیات نیروهای ائتلاف را بر عهده دارد، می‌گوید تاکتیک‌های جدید نیروهای قذافی هدف قرار دادن آن‌ها را دشوار کرده‌است. در همین حال، دولت بریتانیا اعلام آمادگی کرده‌است تا برای تقویت شورشیان که اغلب شهروندان عادی و کم‌تجربه هستند تعدادی از نظامیان کارکشته‌ی خود را به عنوان مشاور به داخل لیبی اعزام کند. دویچه‌وله فارسی، بی‌بی‌سی فارسی
- نمایش‌نامه پارک کلایبورن برنده جایزه پولیتزر شد